# Sainte-Anne-de-Sorel
Pour les articles homonymes, voir Sainte-Anne et Sorel.
Sainte-Anne-de-Sorel est une municipalité du Québec située dans la MRC Pierre-De Saurel en Montérégie.

## Toponymie
Le nom rappelle Sainte Anne et Pierre de Saurel.

## Histoire
En 1876, Une partie du territoire de la paroisse de Saint-Pierre-de-Sorel est détachée en 1876 pour former la paroisse de Sainte-Anne. La municipalité de paroisse de Sainte-Anne-de-Sorel, érigée civilement en 1877.
En 1957, Germaine Guèvremont écrit le téléroman Au chenal du moine qui à rendu célèbre la localité.
Le statut de municipalité de paroisse a été modifié pour celui de municipalité en 2008.

## Géographie
Sainte-Anne-de-Sorel couvre un territoire qui comprend des îles faisant partie de l'archipel du lac Saint-Pierre et une partie de la rive sud du fleuve Saint-Laurent, à l'est de Sorel-Tracy. L'est de la municipalité est traversé par le chenal du Moine qui borde l'île du Moine qui est bordé au nord par le chenal des Barques qui borde l'île des Barques qui est en face de l'île à Pierre. Cette dernière est séparée de l'île de Grace(d) par le chenal aux Corbeaux.
L'archipel du lac Saint-Pierre, constitué de plus ou moins 55 îles selon les sources, étonne par sa très grande biodiversité et est à la source d'une industrie récréo-touristique importante. Le lac Saint-Pierre et son archipel a reçu en novembre 2000 la reconnaissance officielle de réserve de biosphère de l'UNESCO.
Elle est accessible par la route 132.

## Démographie
| 1991  | 1996  | 2001  | 2006  | 2011  | 2016  | 2021  |
| ----- | ----- | ----- | ----- | ----- | ----- | ----- |
| 2 868 | 2 795 | 2 683 | 2 745 | 2 742 | 2 771 | 2 731 |

## Administration municipale
Sainte-Anne-de-Sorel changea son statut de municipalité de paroisse pour celui de municipalité le 27 septembre 2008.
Les élections municipales se font en bloc et suivant un découpage de six districts.
| Sainte-Anne-de-Sorel Maires depuis 2003                                                                               |                   |         |          |
| Élection | Maire             | Qualité | Résultat |
| 2003 | Réjane T. Salvail |         | Voir     |
| 2005 | Réjane T. Salvail | Voir    |          |
| 2009 | Pierre Lacombe    |         | Voir     |
| 2013 | Michel Péloquin   |         | Voir     |
| 2017 | Michel Péloquin   | Voir    |          |
| 2021 | Michel Péloquin   | Voir    |          |
| Élection partielle en italique Depuis 2005, les élections sont simultanées dans toutes les municipalités québécoises. |                   |         |          |

## Culture populaire
Sainte-Anne-de-Sorel est renommée pour être le lieu où se déroule l'action du roman Le Survenant et Marie-Didace de Germaine Guèvremont. Sainte-Anne-de-Sorel est également un lieu souvent évoqué dans les chansons du chanteur québécois Normand L'Amour.